# Agustín Stahl

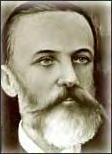
Porträt von Agustín Stahl

Agustín Stahl (* 21. Januar 1842 in Aguadilla, Puerto Rico; † 12. Juli 1917 in Bayamón, Puerto Rico) war ein deutsch-niederländischer, puerto-ricanischer Arzt und Wissenschaftler mit unterschiedlichen Interessen in den Bereichen Ethnologie, Botanik und Zoologie. Sein offizielles botanisches Autorenkürzel lautet „A. Stahl“.

## Leben und Wirken

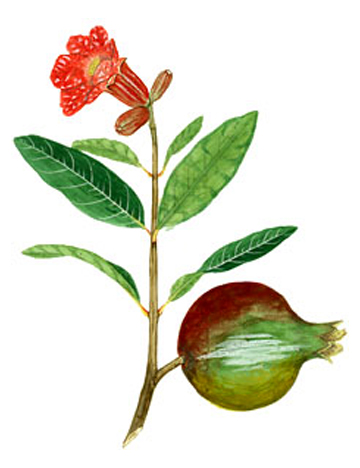
Illustration eines Granatapfels (Punica granatum) von Stahl

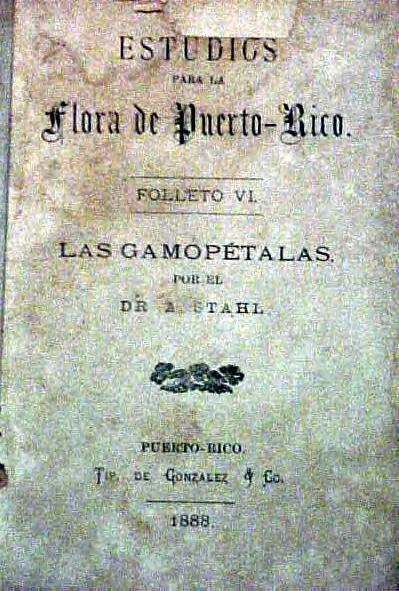
Titelblatt von Estudios sobre la Flora de Puerto Rico

Stahl war der Sohn eines deutschen Vaters und einer niederländischen Mutter. Nach seiner Schulzeit in Aguadilla studierte er an den Universitäten von Würzburg und Prag, wo er 1864 zum Doktor der Medizin graduierte. Nach seiner Rückkehr nach Puerto Rico eröffnete er in Bayamón eine Arztpraxis. Seine Freizeit verbrachte er mit Feldforschung in den Bereichen Ethnologie, Botanik und Zoologie. Auch an Geschichte hatte Stahl ein großes Interesse.
Zwischen 1883 und 1888 veröffentlichte Stahl das sechsteilige Werk Estudios sobre la Flora de Puerto Rico (Eine Studie der puerto-ricanischen Flora), in dem 1330 puerto-ricanische Pflanzentaxa aus verschiedenen botanischen Gärten der ganzen Welt aufgelistet sind. Seine Studien waren die Grundlage für zahlreiche Expertenartikel, in denen viele neue Pflanzentaxa erstmals wissenschaftlich beschrieben wurden.
Stahl war ein entschiedener Befürworter der Unabhängigkeit Puerto Ricos von Spanien. Er war Mitglied der Autonomiepartei Partido Autonomista Puertorriqueño. Die Gruppierung versuchte eine politische und rechtliche Identität für Puerto Rico zu erreichen. 1898 wurde er wegen seiner politischen Ansichten von seinem Professorenposten am Instituto Civil de Segunda Enseñanza in San Juan entlassen und deportiert. Nachdem Puerto Rico die Souveränität erlangte, kehrte er auf die Insel zurück.
Agustin Stahl starb in Bayamón, wo seine sterblichen Überreste auf dem städtischen Friedhof begraben wurden. Stahls Haus ist heute ein Museum. Der puerto-ricanische Bildhauer Tomás Batista schuf eine Büste zu seinen Ehren, die in der Universität von Cayey zu sehen ist.

## Dies und das
Nachdem Stahl Weihnachten 1866 einen Baum in seinem Garten schmückte, wurde dieser von den Bewohnern Bayamóns „El Arbol de Navidad del Doctor Stahl“ (Dr. Stahls Weihnachtsbaum) getauft. Seitdem gilt auch in Puerto Rico der Brauch, Weihnachtsbäume zu schmücken.

## Dedikationsnamen
Nach Stahl sind die stark gefährdete Art Stahlia monosperma aus der Familie der Johannisbrotgewächse (Caesalpinioideae) sowie die Taxa Argythamnia stahlii, Senna pendula var. stahlii, Eugenia stahlii, Lyonia stahlii und Ternstroemia stahlii benannt.

## Werke (Auswahl)
- Apuntes sobre la Flora de Puerto Rico
- Informe sobre la enfermedad de la Caña de Azúcar, 1878
- Catalógo del gabinete zoológico del Dr. A. Stahl en Bayamón, 1882
- Estudios sobre la Flora de Puerto Rico
- Catalogo Del Gabinete Zoologico. Precedido de Una Clasificacion Sistematica de los Animales Que Corresponden a Este Fauna
- Los indios de Puerto Rico
- La fundación de Aguadilla
- La fundación de Bayamón